# 30188 Hafsasaeed
30188 Hafsasaeed este un asteroid din centura principală de asteroizi.

## Descriere
30188 Hafsasaeed este un asteroid din centura principală de asteroizi. A fost descoperit pe 6 aprilie 2000 la Socorro, New Mexico, în cadrul proiectului LINEAR. Asteroidul prezintă o orbită caracterizată de o semiaxă mare de 2,29 ua, o excentricitate de 0,12 și o înclinație de 0,9° în raport cu ecliptica.